# Cerro Tanaro
Cerro Tanaro là một đô thị ở tỉnh Asti vùng Piedmont thuộc Ý, nằm ở vị trí cách khoảng 60 km về phía đông nam của Torino và khoảng 14 km về phía đông nam của Asti. Tại thời điểm ngày 31 tháng 12 năm 2004, đô thị này có dân số 615 người và diện tích là 4,7 km².
Cerro Tanaro giáp các đô thị: Castello di Annone, Masio, Quattordio và Rocchetta Tanaro.